# ایست پورتویل (کالیفرنیا)
ایست پورتویل (به انگلیسی: East Porterville) یک منطقهٔ مسکونی در ایالات متحده آمریکا است که در شهرستان تولار، کالیفرنیا واقع شده‌است. ایست پورتویل ۷٫۷۶۷ کیلومتر مربع مساحت و ۷٬۳۳۱ نفر جمعیت دارد و ۱۴۸ متر بالاتر از سطح دریا واقع شده‌است.